# Đại bách khoa toàn thư Trung Quốc
Đại bách khoa toàn thư Trung Quốc (tiếng Trung giản thể: 中国大百科全书, tiếng Trung phồn thể: 中國大百科全書, bính âm: Zhōngguó Dà Bǎikē Quánshū, Hán Việt: Trung Quốc đại bách khoa toàn thư) là bách khoa toàn thư hiện đại đầu tiên có nhiều bài viết bằng tiếng Trung.

## Ấn bản thứ nhất
Bản xuất lần thứ nhất (1980–1993) được biên tập bắt đầu năm 1978, Nhà xuất bản Bách khoa toàn thư Trung Quốc bắt đầu xuất bản năm 1980, bản cuối cùng đã hoàn thành năm 1993. Tổng số bao gồm 74 tập, với hơn 80.000 mục viết.
Các tập được sắp xếp theo chủ đề, với 66 chủ đề, trong đó một số chủ đề chiếm nhiều hơn một tập. Trong mỗi chủ đề, các mục được sắp xếp theo bính âm như nhiều từ điển Trung Quốc hiện đại.
Một ấn bản tiếng Uyghur cũng được xuất bản vào năm 2015.

## Ấn bản thứ hai
Ấn bản thứ hai, ngắn gọn hơn của công trình đã được xuất bản năm 2009, có 60.000 mục, với 32 tập.
Một phiên bản CD-ROM và một phiên bản trực tuyến dựa trên truy cập có đăng ký cũng được tạo ra.

## Ấn bản thứ ba
Ấn bản thứ ba dự kiến phát hành năm 2018, trong đó có cả phiên bản trực tuyến, và dự kiến sẽ được sử dụng miễn phí.
Hơn 20.000 học giả đã tham gia vào chương trình bách khoa toàn thư trực tuyến này, bắt đầu năm 2011. Cơ quan biên soạn được chính phủ Trung Quốc thành lập, bao gồm nhiều chuyên gia từ Viện Hàn lâm Khoa học Trung Quốc.